# 1082 بيرولا
1082 Pirola هو كويكب، يقع ضمن حزام الكويكبات. اكتشف في 28 أكتوبر 1927.

## روابط خارجية
- 1082 بيرولا في قاعدة بيانات مختبر الدفع النفاث لأجرام النظام الشمسي الصغيرة

- الاكتشاف · مخطط المدار ·  العناصر المدارية · المعلمات المادية

- 1082 بيرولا على موقع ويكي سكاي: DSS2, SDSS, GALEX, IRAS, Hydrogen α, X-Ray, Astrophoto, Sky Map, Articles and images